# 岡田邦彦 (実業家)
岡田 邦彦（おかだ くにひこ、1935年7月11日 - ）は、日本の実業家。初代J.フロント リテイリング代表取締役会長、第6代松坂屋代表取締役社長、第25代名古屋商工会議所会頭。

## 来歴・人物
三重県出身。1954年三重県立四日市高校卒業、1958年名古屋大学経済学部卒業、松坂屋入社。1991年取締役本社開発事業部長に昇格。1997年常務取締役本社総合企画室長兼広報室長兼関連事業部長。1999年代表取締役社長。2001年キタン会会長。
2006年から松坂屋ホールディングス代表取締役会長兼松坂屋代表取締役会長を務め、大丸との経営統合にあたり、2007年に新設されたJ.フロント リテイリングの初代代表取締役会長に就任した。
2010年J.フロント リテイリング相談役に退き、中京銀行監査役に就任。2014年J.フロント リテイリング特別顧問。衆善会理事長、にっぽんど真ん中祭り文化財団理事長なども務めた。